# Национален ураганен център
Национален ураганен център (на английски: National Hurricane Center, съкрътено NHC) е правителствена агенция на САЩ, подразделение на Националната метеорологическа служба със седалище в Международния университет на Флорида в Маями, Флорида.
Има за задача да следи и прогнозира развитието на тропическите депресии, тропическите бури и урагани. При зараждане на тропически циклон през следващите 36 часа, центърът съобщава в средствата за масова информация, в това число в NOAA Weather Radio. NHC е един от регионалните специализирани метеорологически центрове, отговарящ за следенето на тропическите циклони в басейна на северната част на Атлантически океан и източната част на Тихи океан, поради което го прави международен център за сбор и разпространение на информация за циклоните в тези райони.